# 凯维尼亚克
凯维尼亚克（法語：Kervignac，法語發音：[kɛʁviɲak]）是法国莫尔比昂省的一个市镇，位于该省西南部，属于洛里昂区。

## 地理
凯维尼亚克（47°45'48"N, 3°14'20"W）面积39.56 平方千米，位于法国布列塔尼大區莫尔比昂省，该省份为法国西北部沿海省份，位于布列塔尼半岛南部，北起阿摩尔滨海省、西接菲尼斯泰尔省，南濒大西洋，东南接大西洋卢瓦尔省，东临伊勒-维莱讷省。
与凯维尼亚克接壤的市镇（或旧市镇、城区）包括：埃讷邦、朗吉迪克、诺斯唐、梅尔勒沃内、洛克米凯利克、拉内斯泰尔、布朗代里永。

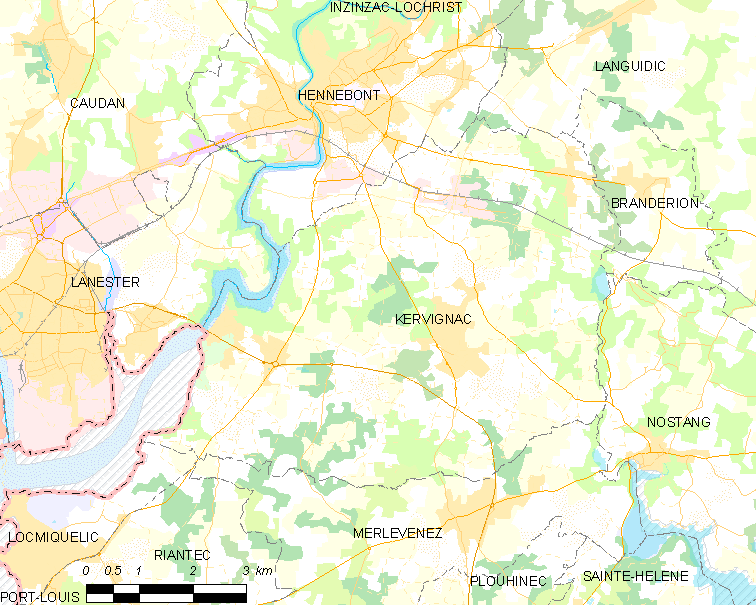
凯维尼亚克的OSM定位图

凯维尼亚克的时区为UTC+01:00、UTC+02:00（夏令时）。

## 行政
凯维尼亚克的邮政编码为56700，INSEE市镇编码为56094。

## 政治
凯维尼亚克所属的省级选区为埃讷邦县。

## 人口

1962-2008年间凯维尼亚克人口变化图示

凯维尼亚克于2022年1月1日时的人口数量为7085人。